# Championnats du monde de trail 2015
Navigation
Édition précédente Édition suivante
Les championnats du monde de trail 2015, cinquième édition des championnats du monde de trail organisés par l'International Association of Ultrarunners, ont lieu le 30 mai 2015 à Annecy-le-Vieux, en France, lors de la quatrième édition de la MaXi-Race du lac d'Annecy (85 km, 5200 m D+).
Comme en 2011, l'équipe de France remporte les quatre titres de ces championnats du monde.
En individuel, il est remporté par le Français Sylvain Court chez les hommes et par sa compatriote Nathalie Mauclair chez les femmes. Nathalie Mauclair conserve son titre de championne du monde de trail acquis lors des Championnats du monde de trail 2013.
Le classement par nation tient compte des trois meilleures performances parmi six athlètes choisis avant la compétition.

## Podiums

### Hommes
| Catégorie  | Or | Argent | Bronze |
| ---------- | --- | --- | --- |
| Individuel | Sylvain Court 8 h 15 min 38 s | Luis Alberto Hernando 8 h 19 min 6 s                                                                                           | Patrick Bringer 8 h 21 min 43 s                                                                                              |
| Par équipe | France 25 h 18 min 22 s Sylvain Court (1er) 8 h 15 min 38 s Patrick Bringer (3e) 8 h 21 min 43 s Nicolas Martin (7e) 8 h 41 min 1 s | États-Unis 27 h 1 min 59 s Alex Nichols (6e) 8 h 38 min 15 s David Laney (12e) 9 h 2 min 44 s Alex Varner (18e) 9 h 21 min 0 s | Royaume-Uni 27 h 25 min 57 s Tom Owens (4e) 8 h 26 min 23 s Kim Collison (20e) 9 h 22 min 2 s Lee Kemp (27e) 9 h 37 min 32 s |

### Femmes
| Catégorie  | Or | Argent | Bronze |
| ---------- | --- | --- | --- |
| Individuel | Nathalie Mauclair 9 h 30 min 59 s | Caroline Chaverot 9 h 33 min 21 s                                                                                               | Maite Maiora 9 h 39 min 36 s |
| Par équipe | France 29 h 37 min 45 s Nathalie Mauclair (1re) 9 h 30 min 59 s Caroline Chaverot (2e) 9 h 33 min 21 s Maud Gobert (7e) 10 h 33 min 25 s | Espagne 31 h 0 min 47 s Maite Maiora (3e) 9 h 39 min 36 s Uxue Fraile (6e) 10 h 25 min 25 s Teresa Nimes (10e) 10 h 55 min 46 s | Italie 33 h 39 min 36 s Lisa Borzani (11e) 10 h 59 min 2 s Sonia Glarey (13e) 11 h 1 min 38 s Virginia Oliveri (29e) 11 h 38 min 56 s |